# Bogdan Mikułowski
Bogdan Jan Mikułowski (ur. 27 marca 1937 w Dubnie, zm. 26 grudnia 2022 we Wrocławiu) – polski geograf turyzmu, urbanista, autor, działacz społeczny.

## Życiorys

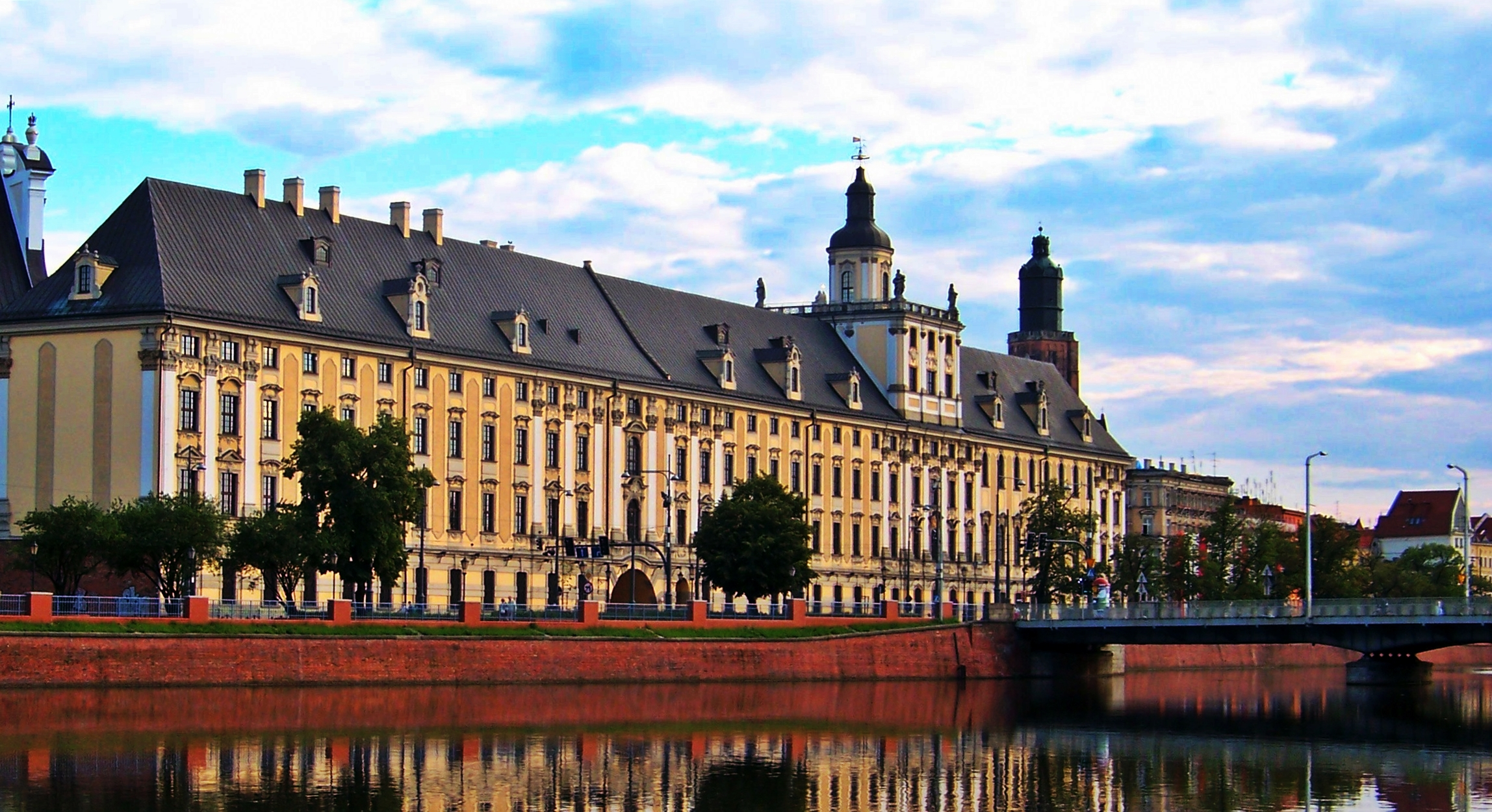
Collegium Maximum – budynek główny Uniwersytetu Wrocławskiego, siedziba Instytutu Geografii i Rozwoju Regionalnego,

Urodził się w Dubnie na Wołyniu w 1937. Jest synem Stanisława Mittelstaedta (1901–1940), inżyniera rolnika i oficera rezerwy, internowanego w 1939 w Starobielsku i zamordowanego przez NKWD w Charkowie, i Heleny z domu Teleżyńskiej (1910–1989), absolwentki SGGW. Jego ciotka, Jadwiga Teleżyńska (1906–2001) była żołnierzem AK i więźniem w łagrach NKWD. Miał brata, Marka (1938–2018), inżyniera melioracji. Do 1945 mieszkał w Łucku.
Maturę uzyskał w 1955 w Liceum Ogólnokształcącym w Środzie Śląskiej. We Wrocławiu mieszkał od 1955. Studia geografii ze specjalizacją kartografii ukończył w 1961 na Wydziale Nauk Przyrodniczych Uniwersytetu Wrocławskiego po przedstawieniu pracy magisterskiej Polskie atlasy szkolne do 1908 wykonanej pod kierunkiem profesorów Józefa Wąsowicza i Bolesława Olszewicza. Stopień doktora geografii otrzymał na tym samym wydziale w 1976 na podstawie rozprawy Zabytki architektury jako walory krajoznawcze na tle zasobów turystycznych Polski. Promotorem doktoratu był profesor Leszek Baraniecki.
Po studiach pracował we Wrocławiu. Podjął na dwa lata pracę w Państwowym Przedsiębiorstwie Wydawnictw Kartograficznych. Kolejne miejsca zatrudnienia związane były z planowaniem i zagospodarowaniem przestrzennym w skali krajowej i regionalnej. Ostatnio pracował (1999–2003) w Wojewódzkim Biurze Urbanistycznym we Wrocławiu. Przeszedł na emeryturę w 2003.
Zmarł 26 grudnia 2022 we Wrocławiu.

## Działalność naukowa i zawodowa

Śnieżka – 1603 m, najwyższy szczyt Karkonoszy i szlak turystyczny wiodący Równią pod Śnieźką,

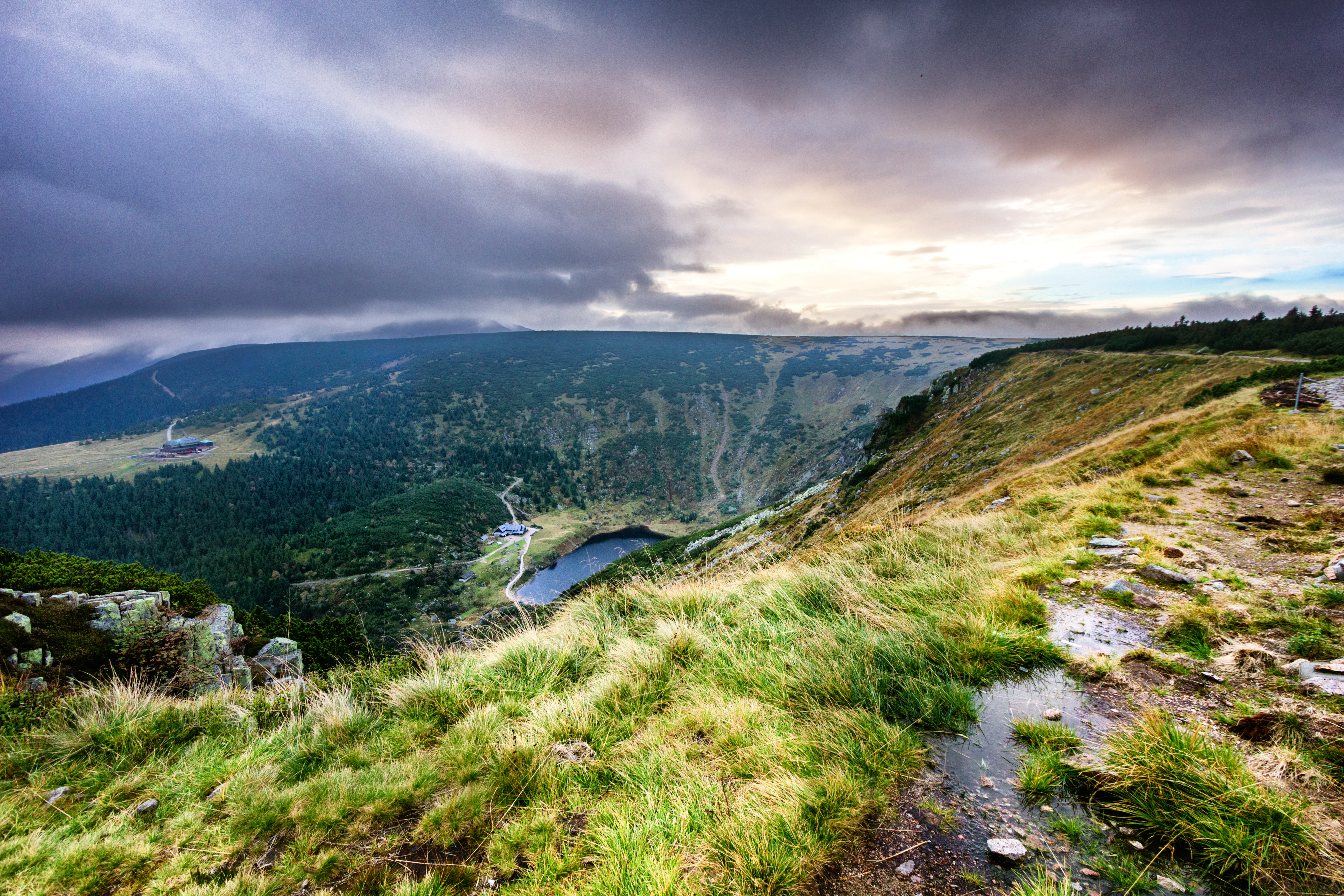
Mały Staw w Karkonoszach oraz schroniska „Strzecha Akademicka” – 1258 m (z lewej) i „Samotnia” – 1195 m,

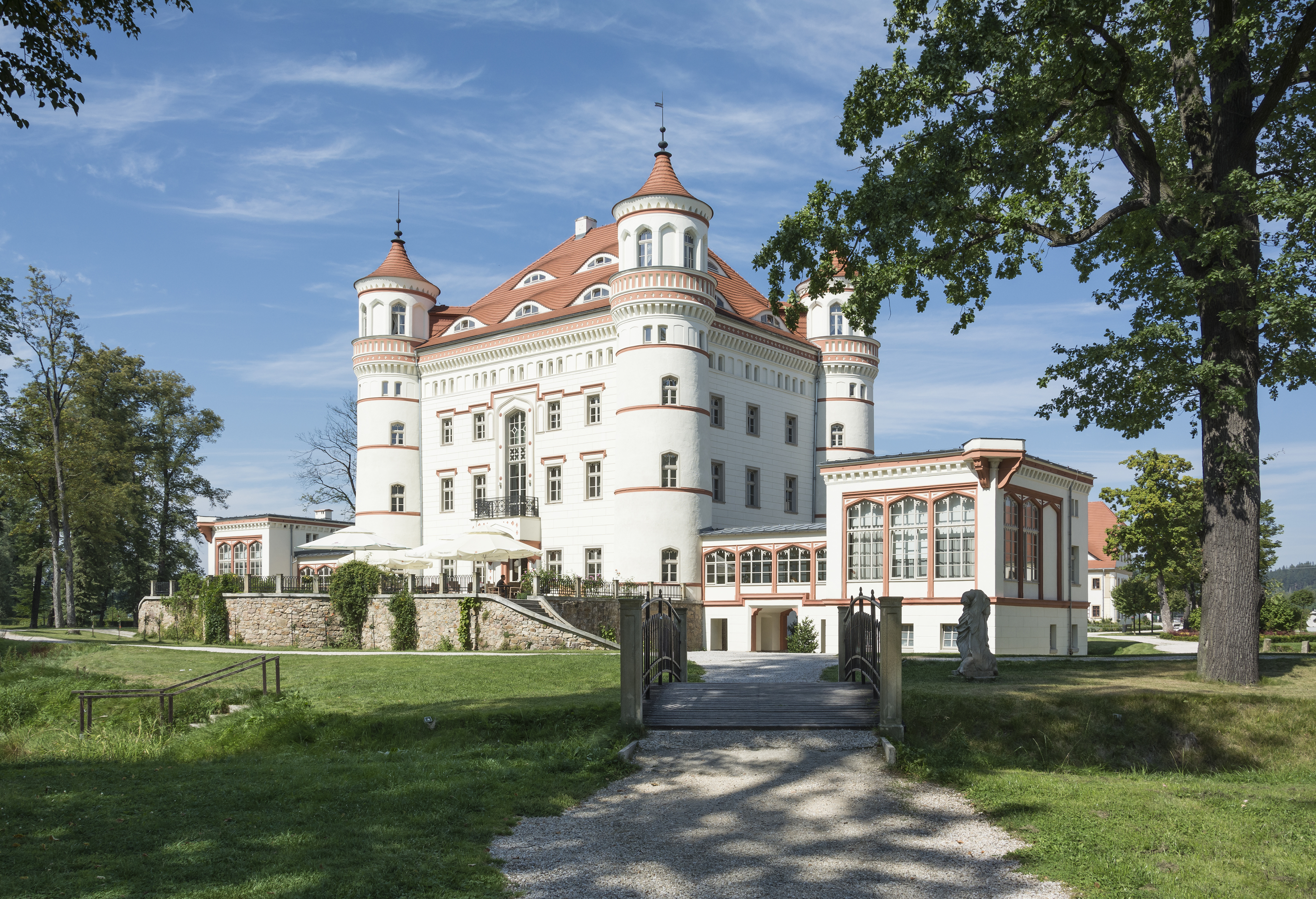
Pałac w Wojanowie w Kotlinie Jeleniogórskiej, pełni funkcje hotelu,

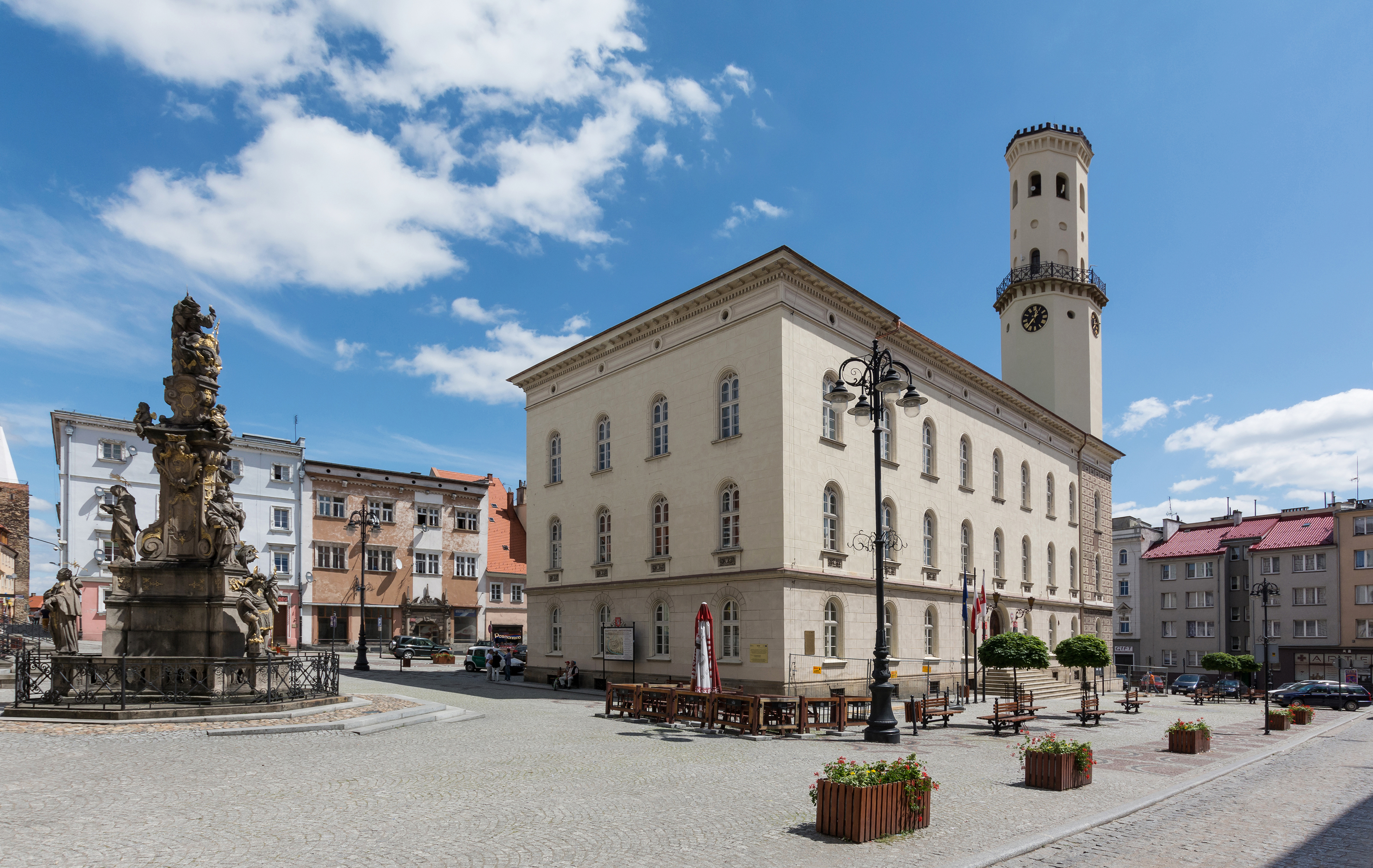
Rynek w Bystrzycy Kłodzkiej – atrakcja turystyczna Kotliny Kłodzkiej w Sudetach Środkowych,

Zainteresowania naukowe realizował we współpracy z Zakładem Turystyki i Rekreacji kierowanym przez profesora Jerzego Wyrzykowskiego w Instytucie Geografii i Rozwoju Regionalnego Uniwersytetu Wrocławskiego. Zajmował się metodami oceny walorów turystycznych o charakterze krajoznawczym. Ich praktyczne zastosowanie w odniesieniu do całego kraju przedstawił razem z Teofilem Lijewskim i Jerzym Wyrzykowskim w książce Geografia turystyki Polski, która miała pięć wydań . Otrzymał za nią nagrodę zespołową Ministra Nauki i Szkolnictwa Wyższego za 1985.
Zdefiniował zespół cech obiektu architektury decydujących o jego atrakcyjności dla turystyki jako „walory architektoniczne i wiek, które można odnieść do oceny wartości artystycznej oraz związek z wydarzeniami historycznymi, instytucjami lub wybitnymi osobistościami, który z jednej strony wpływa na wartość historyczną obiektu, z drugiej powoduje powstanie więzi emocjonalnych turystów z zabytkiem (o ile odnoszą się one do historii kraju pochodzenia turysty), usytuowanie w krajobrazie, założenia przestrzenne i rozmiary obiektów, które można potraktować jako walory estetyczno-widokowe, stan zachowania zabudowań oraz stan zachowania i wyposażenia wnętrz”.
Razem ze Zbigniewem Wernerem opracował treść turystyczną w wydawnictwie PPWK:  Polska – atlas krajoznawczy z przewodnikiem, w którym zastosowano system stopniowania atrakcyjności turystycznej miejscowości i obiektów krajoznawczych przez przypisaną im liczbę gwiazdek . Za współautorstwo w wydaniu Atlasu Śląska Dolnego i Opolskiego otrzymał nagrodę zespołową Ministra Edukacji Narodowej za 1997.
Uczestniczył w opracowaniu perspektyw rozwoju turystyki w powiecie wrocławskim, a także na Dolnym Śląsku i Śląsku Opolskim . Razem z Januszem Czerwińskim i Jerzym Wyrzykowskim analizował możliwości rozwoju turystyki w Karpatach i Sudetach . Autorzy uzasadniali atrakcyjność Sudetów polegającą „na bardzo zróżnicowanej rzeźbie terenu, wynikającej z różnorodności formacji geologicznych (bogactwo form skalnych, urwisk, przełomów rzecznych, wodospadów), wysokim stopniu zalesienia, walorach antropogenicznych i dobrym zagospodarowaniu turystycznym”. Badał turystyczną bazę noclegową w Polsce i jej wykorzystanie . Zajmował się także walorami europejskich parków narodowych. Analizował stan i perspektywy rozwoju turystyki w Polsce w strefie przygranicznej z Niemcami .
Był autorem lub współautorem treści i klasyfikacji turystycznej miejscowości w szeregu map krajoznawczych i turystycznych dla całego obszaru Polski. Był współautorem atlasu krajoznawczego dla słuchaczy audycji Programu I Polskiego Radia „Lato z Radiem”.
Był konsultantem Programu Rozwoju Turystyki dla Województwa Dolnośląskiego na lata 2004–2013. Posiadał uprawnienia rzeczoznawcy Towarzystwa Urbanistów Polskich (TUP) w zakresie środowiska przyrodniczego i planowania regionalnego. Do TUP należał od 1972, a w latach 1999–2013 był członkiem Komisji Rewizyjnej Oddziału Wrocławskiego.

## Publikacje książkowe
- Zbigniew Werner, Bogdan Mikułowski, Baza noclegowa w Polsce i jej wykorzystanie w 2002 roku, Warszawa: Instytut Turystyki, 2003, s. 73, ISBN 83-88376-41-1.
- Bogdan Mikułowski, Zbigniew Werner, Polska: atlas krajoznawczy z przewodnikiem, Michał Starzewski (red.), wyd. 2, Warszawa, Wrocław: Polskie Przedsiębiorstwo Wydawnictw Kartograficznych, 1999, s. 151, ISBN 83-7000-291-9. (pierwsze wydanie w 1996)
- Jerzy Wyrzykowski, Janusz Marak, Bogdan Mikułowski, Turystyka na Dolnym Śląsku i Śląsku Opolskim: strategia rozwoju produktu turystycznego, Wrocław: Stowarzyszenie na Rzecz Promocji Dolnego Śląska 1999, s. 187, ISBN 83-900873-2-4.
- Teofil Lijewski, Bogdan Mikułowski, Jerzy Wyrzykowski, Geografia turystyki Polski, wyd. 3, Warszawa: Polskie Wydawnictwo Ekonomiczne, 1998, s. 340, ISBN 83-208-1133-3. (poprzednie wydania: 1985 i 1992; recenzja: Kazimierz Klementowski, [w:] „Problemy Turystyki”, t. 22, nr 1, s. 92–94, 1999)
- Bogdan Mikułowski, Strategia rozwoju turystyki w obszarach przygranicznych Polski: synteza, Wrocław: Rządowe Centrum Studiów Strategicznych, 1998, s. 78, ISBN 83-87427-33-0.
- Krystyn Chudoba, Grażyna Lisewska, Bogdan Mikułowski, Wrocław – moje miasto: 50-lecie przewodnictwa turystycznego we Wrocławiu 1948-1998, Wrocław: Wydawnictwo Sudety, 1998, s. 108, ISBN 83-87320-23-4.
- Eliza Bator, Bogdan Mikułowski, Katarzyna Sendecka (red.), „Wokół Księgi Henrykowskiej”. Szlak cystersów w Polsce, Wrocław: Wydawnictwo Sudety, 1995, s. 89, ISBN 83-85550-52-6.
- Bogdan Mikułowski, Jerzy Wyrzykowski, Stand und Perspektiven des Fremdenverkehrs im westpolnischen Grenzgebiet, [w:] Ekkehard Buchhofer, Bronislaw Kortus (red.), Deutschland und Polen. Geographie einer Nachbarschaft im neuen Europa, Frankfurt am Main: Diesterweg, 1994, 199 (Studien zur internationalen Schulbuchforschung Bd. 81), ISBN 3-88304-281-1 (niem.). (recenzja[34])
- Janusz Czerwiński, Bogdan Mikułowski, Jerzy Wyrzykowski, Geograficzne podstawy rozwoju turystyki w Karpatach i Sudetach, Wrocław: Wydawnictwo Uniwersytetu Wrocławskiego, 1991, s. 129, ISBN 83-229-0581-5.

## Działalność społeczna
Był przewodnikiem turystycznym po Wrocławiu od 1988. Uczestniczył w opracowaniu historii przewodnictwa turystycznego we Wrocławiu w latach 1948–1998. Był długoletnim wiceprezesem (1991–1999) Koła Przewodników Miejskich Oddziału Wrocławskiego PTTK. Był członkiem honorowym Koła Przewodników od 2019 .
W okresie 2005–2019 był członkiem komitetu społecznego Panoramy Racławickiej i był członkiem Komisji Rewizyjnej tego stowarzyszenia.

## Odznaczenia

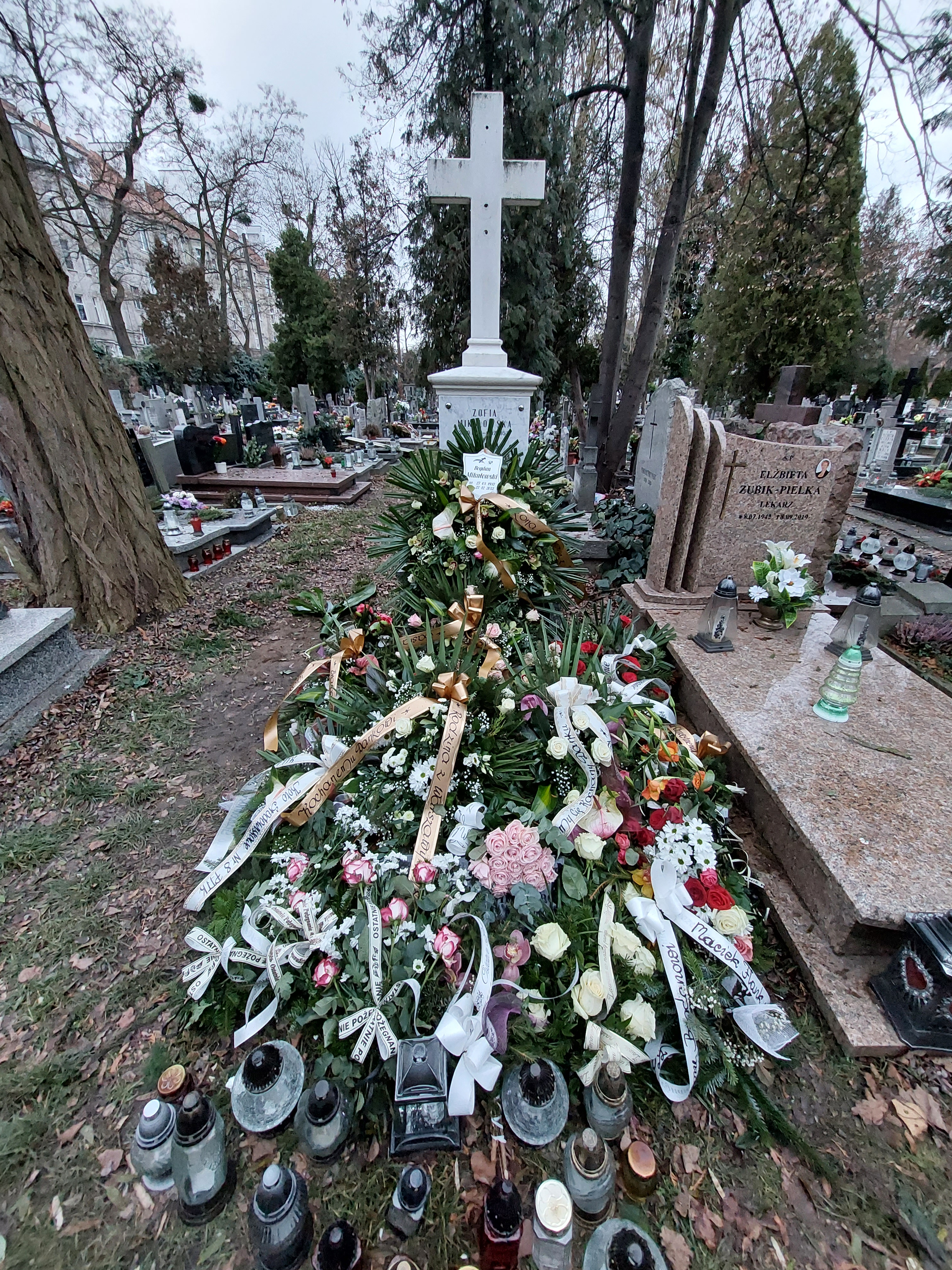
Grób Bogdana Mikułowskiego, Cmentarz św. Wawrzyńca we Wrocławiu

Został odznaczony Srebrnym Krzyżem Zasługi (1987), Złotą Odznakę Honorową Zasłużonego dla Województwa Dolnośląskiego (2013), Złotą Odznakę Honorową za Zasługi dla Turystyki (2003), Złotą Honorową Odznakę Zarządu Głównego PTTK (2003), Złotą Odznakę Towarzystwa Miłośników Wrocławia (1996). W uzasadnieniu do uchwały o nadanie Złotej Odznaki Honorowej Zasłużonego dla Województwa Dolnośląskiego stwierdzono, że „jest autorytetem dla kolejnych pokoleń przewodników”. Był członkiem honorowym Towarzystwa Urbanistów Polskich (2018).

## Inne informacje
Od roku 1969 używał nazwiska swojej babki ze strony ojca Mikułowski.
Razem z rodziną był przez kilkadziesiąt lat zaprzyjaźniony z błogosławionym ks. Władysławem Bukowińskim, który ich odwiedzał we Wrocławiu w latach 1965–1973 i w ich mieszkaniu spotykał się z przyjeżdżającymi kresowiakami. Bogdan Mikułowski zeznawał jako świadek w procesie beatyfikacyjnym (2006--2008) ks. Bukowińskiego, określanego mianem „apostoła Kazachstanu”. Wspierał akcję odbudowy kościołów rzymskokatolickich na Ukrainie i współpracował ze Stowarzyszeniem „Wołanie z Wołynia”.
Był jednym z fundatorów dziedzińca arkadowego na Wawelu.